# Имејл-бомба
У интернет терминологији, имејл-бомба је облик злоупотребе мреже који се састоји од слања велике количине имејл-порука на адресу, у покушају да преоптерети поштанско сандуче или да затрпа сервер на коме су имејл-адресе смештене током DoS напада.

## Методе
Постоје три начина извршавања имејл-бомбе: масовно слање имејл-порука, повезивање у листу и зип бомбардовање.

### Масовно слање имејл-порука
Масовно слање имејл-порука састоји се од слања бројних идентичних имејл-порука на исту имејл-адресу. Ови типови имејл-бомби су једноставни за пројектовање, али њихова екстремна једноставност значи да се лако детектују спам филтерима. имејл-бомбардовање користећи масовно слање се такође обично изводи у виду DoS напада, користећи зомби ботнете, хијерархијске мреже рачунара компромитованих малвером, који су под контролом нападача. Слично њиховој употреби у спамовању, нападач даје инструкције ботнету да шаље милионе или чак милијарде имејл-порука, али за разлику од нормалног ботнет спамовања, све имејл-поруке су упућене на само једну или неколико адреса које нападач жели преплавити порукама. Овај облик имејл-бомбардовања има сличну сврху као и остали DoS напади. Како су жртве често наменски хостови за управљање веб-сајтом и пословни имејл-налози, ова врста напада може бити подједнако разорна за оба хост сервиса.
Теже је одбранити се од ове врсте напада у односу на једноставно масовно имејл-бомбардовање, због више адреса извора и могућности да сваки зомби рачунар шаље другачију поруку или да користи технике прикривања како би заобишао спам филтере.

### Повезивање у листу
Повезивање у листу, познато и као „имејл кластер бомба”, подразумева да одређену имејл-адресу претплаћује на више имејл-листи.  Жртва се затим мора ручно одјавити са ових нежељених сервиса. Напад се може извршити аутоматски, једноставним скриптама: лако се изводи, готово је немогуће ући у траг починиоцу и потенцијално је врло деструктиван.  Масовни напад ове врсте коме су циљ биле .gov имејл-адресе забележен је у августу 2016. године.
Како би се спречио овај тип имејл-бомбардовања, многи имејл-сервиси за претплату шаљу потврдни имејл у пријемно сандуче особе чија је имејл-адреса искоришћена за претплату. Међутим, чак и имејлови за потврду доприносе нападу. Боља одбрана онемогућила би веб-сајтовима да буду искоришћени без одбацивања образаца за претплату.  Након што се попуни образац за претплату, веб-сајт би динамички креирао mailto везу ка себи. Овлашћени корисник би затим послао поруку за потврду захтева без примања било какве имејл-поруке са веб-сајта. Док имејл пошиљаоца може бити лажан, SMTP IP адреса пошиљаоца не може. Менаџер листе, стога, може потврдити да се имејл у захтеву обрасца подудара са SMTP сервером у потврдној поруци.

### Зип бомбардовање
ЗИП бомба је облик имејл-бомбардовања. Након што је већина комерцијалних имејл-сервера почела да проверава имејл-поруке антивирусним софтвером и да филтрира одређене злонамерне типове датотека, EXE, RAR, ZIP, 7-Zip, софтвер за имејл-сервер је тада конфигурисан да распакује архиве и такође да проверава њихов садржај. Нова идеја за борбу са овим решењем била је стварање "бомбе" која се састоји од огромног текстуалног фајла, који садржи, на пример, само слово з које се понавља милион пута. Такав фајл се компримује у релативно малу архиву, али његово распакивање (посебно на ранијим верзијама имејл-сервера) користило би више обраде, што би могло довести до DoS -а. ЗИП или .tar.gz датотека може чак садржати и копију саме себе, узрокујући бесконачну рекурзију ако сервер проверава угњеждене архивске датотеке. 

## Бомбе у облику текстуалних порука
"Текстуална бомба" је сличан облик слања великог броја текстуалних порука преко СМС-а. Ова техника је средство сајбер малтретирања или онлајн узнемиравања. Онлајн апликације на Андроид оперативном систему су након тога забрањене као начин за слање текстуалних бомби. Текстуалне поруке такође могу повећати трошкове телефонског рачуна на неким мобилним тарифама. Поред тога, направљене су и одређене апликације за телефон како би спречиле текстуалне бомбе на Андроид ОС-у. 